# Costantino VI
Costantino VI (in greco Κωνσταντίνος Ϛ΄?, Kōnstantinos VI; Costantinopoli, 14 gennaio 771 – Costantinopoli, 19 agosto 797) è stato un imperatore bizantino.

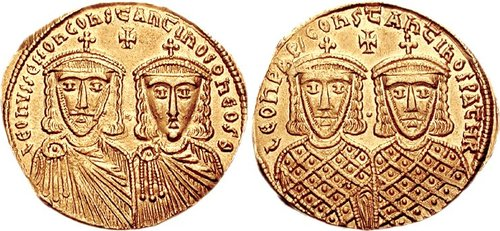
Leone IV il Cazaro insieme al figlio Costantino VI.

Apparteneva alla dinastia Isauriana. Succedette al padre Leone IV come Basileus dei Romei dell'Impero Romano d'Oriente nel 780, all'età di soli nove anni. Essendo però Costantino minorenne al momento della salita al trono, la reggenza venne assunta dalla madre Irene l'Ateniese, che si schierò contro l'iconoclastia e che in seguito, aspirando a regnare da sola sull'Impero, usurperà il trono di Bisanzio facendo accecare e uccidere il figlio.

## Il regno

### La reggenza di Irene
Nel 776 il marito incoronò il figlio avuto da Irene, Costantino VI, coimperatore: ciò avvenne su insistenze dei militari, che avrebbero insistito parecchio per spingerlo a incoronare come coimperatore il figlio; si dice che Leone avesse obiettato sul rischio che in caso di rivolta dell'esercito con conseguente nomina di un usurpatore, lo stesso esercito avrebbe potuto uccidergli il figlio, ma l'esercito rispose giurando che non avrebbero accettato altro imperatore al di fuori di suo figlio; anche il popolo insistette parecchio, così, il Venerdì Santo del 776, «tutto il popolo, ovvero quelli dei themata [l'esercito], i membri del senato, i tagmata della città, e tutti gli artigiani, giurarono sulla... Croce che non avrebbero accettato altro imperatore al di fuori di Leone e Costantino e tutti i suoi discendenti...»; rassicurato, il giorno dopo Leone, dopo aver nominato suo fratello Eudocimo nobilissimus, procedette con i fratelli e il figlioletto alla Santa Chiesa dove annunciò alla folla riunitasi nella Chiesa che avrebbe acconsentito alle loro richieste; e il giorno dopo (24 aprile) all'ippodromo Costantino fu incoronato dal padre di fronte al patriarca e alla folla. I suoi fratelli erano però delusi per l'incoronazione del nipote perché ambivano essi stessi alla corona imperiale: e il mese dopo, nel maggio 776, fu scoperta dall'Imperatore una congiura ordita dal Cesare Niceforo, uno dei suoi fratelli, nel tentativo di impadronirsi del potere; i congiurati vennero puniti con la tonsura e con l'esilio a Cherson. Nominato dal padre coimperatore il 24 aprile 776, alla sua morte gli succedette. Avendo soli 9 anni, fu posto però sotto la reggenza della madre Irene. Il suo trono fu subito minacciato dai cinque fratelli dell'Imperatore Leone IV: Niceforo, Cristoforo,  Niceta, Antimo e Eudocimo. Essi erano delusi per il fatto che erano stati scavalcati nella successione dal nipote Costantino dopo essere stati illusi dalla nomina a Cesare o Nobilissimi. Essi dunque, dopo soli due mesi dall'ascesa di Costantino VI, si rivoltarono appoggiando le pretese di Niceforo al trono. La rivolta, a quanto pare appoggiata dagli iconoclasti, fallì e Irene punì i cinque cognati costringendoli a farsi preti.
Irene nel frattempo affidò l'esercito al logoteta postale Stauracio e nel 781 lo mandò contro gli Arabi che avevano invaso l'Anatolia nordoccidentale. Tuttavia, a causa di un tradimento, Stauracio venne fatto prigioniero dai Musulmani per poi essere riscattato da Irene, che non intendeva rinunciare a lui. I Bizantini furono costretti a pagare tributi agli Arabi. Successivamente Irene inviò il suo fido Logoteta contro gli Slavi, e ben presto Stauracio riuscì a conquistare alcuni territori nella Tracia che permise a Irene di creare un nuovo tema di Macedonia nei territori appena conquistati.
Nel 784 Irene diede inizio al suo piano per abolire l'iconoclastia. Convinse il patriarca Paolo a dimettersi (31 agosto 784) e lo sostituì con uno fedele a lei, Tarasio (25 dicembre 784). Appena eletto, il nuovo patriarca iniziò subito a fare i preparativi per un nuovo concilio che avrebbe condannato l'iconoclastia, che si tenne il 31 luglio 786. Tuttavia il Concilio fu sospeso per l'irruzione nella Chiesa dove si teneva il concilio di truppe iconoclaste che, disperdendo l'assemblea riunitosi, rese impossibile lo svolgimento del concilio. Irene non si demoralizzò e, con il pretesto di una guerra contro gli Arabi, inviò le truppe iconoclaste in Asia Minore in modo che non potessero più rovinare i suoi piani, mentre trasferì nella capitale quelle iconodule. Nel 787 dunque si tenne il settimo Concilio Ecumenico a Nicea, che condannò l'iconoclastia.
Nel 787 Irene stipulò un'alleanza con Carlo Magno e progettò il matrimonio tra la figlia di costui, Rotrude, e il proprio figlio, ma il piano fallì e Costantino sposò Maria, la figlia di un piccolo nobile bizantino.

### Costantino VI e Irene co-imperatori
Nonostante Costantino VI avesse raggiunto la maggiore età, Irene continuava ad amministrare al suo posto gli affari di stato, cosa che Costantino non accettava più. Dando la colpa di ciò a Stauracio, nel 790 Costantino ordì una congiura contro di lui ma Irene riuscì a soffocare la congiura e fece arrestare il figlio. Irene tentò quindi di convincere l'esercito a legittimarle il potere assoluto sullo stato (anche se Costantino VI, nei piani di Irene, sarebbe rimasto comunque coimperatore), ma pur ottenendo l'appoggio delle truppe della capitale, l'opposizione delle truppe anatoliche (favorevoli all'iconoclastia e dunque a Costantino VI) le impedì la realizzazione dei suoi piani, anzi nominò unico imperatore Costantino VI (ottobre 790) costringendo l'ambiziosa imperatrice ad abbandonare il palazzo imperiale. Due anni dopo tuttavia, grazie all'appoggio dei suoi partigiani, Irene riuscì di nuovo a ottenere il titolo di imperatrice, regnando insieme al figlio.
A partire dal 789 Costantino VI condusse alcune campagne contro i Bulgari. Nel 792 l'Imperatore subì una umiliante sconfitta contro i Bulgari a Marcellae, nella quale l'Imperatore fu costretto alla fuga e molti dei più importanti generali bizantini vennero catturati. Costantino VI fu costretto a pagare tributi ai Bulgari, e la sua popolarità diminuì. Ne approfittò lo zio Niceforo, che provò a usurpare il trono al nipote: ma Costantino VI riuscì a sventare la congiura punendo con severità gli zii: a Niceforo vennero cavati gli occhi mentre agli altri zii paterni venne tagliata la lingua. A rendere più difficile la situazione contribuì una rivolta del tema armeno (primavera del 793), che Costantino VI riuscì comunque a sedare: punì i ribelli con estrema crudeltà, procurandosi l'ostilità di quei temi.
A contribuire a un calo di popolarità anche tra gli ortodossi, vi fu anche la decisione di divorziare dalla prima moglie per sposare Teodota, che era divenuta la sua amante. Costantino cercò di convincere il Patriarca a concedergli il divorzio sostenendo che la moglie avrebbe tentato di avvelenarlo e mostrandogli un liquido che spacciava per veleno come prova del fatto. Il patriarca però si accorse della falsità dell'accusa e si rifiutò di annullare il matrimonio, minacciando l'Imperatore di scomunica se avesse divorziato e sposato Teodota. Tuttavia Costantino non diede ascolto al patriarca e divorziò da Maria, che venne spedita in un monastero, per poi sposare Teodota (settembre 795). Il patriarca si rifiutò di celebrare il matrimonio, affidando tale compito ad un altro ecclesiastico, ma decise opportunisticamente di non scomunicare il basileus. Il matrimonio di Teodota suscitò soprattutto l'opposizione degli Zeloti, un gruppo monastico radicale, alla quale l'Imperatore reagì con la scomunica dei suoi capi. Gli Zeloti criticarono il Patriarca per il suo atteggiamento opportunistico con Costantino VI, rompendo ogni rapporto con il patriarcato.
Sembra che tutti questi provvedimenti che avevano reso Costantino VI inviso all'opinione pubblica fossero dovuti all'influenza della madre Irene, che aveva fatto in modo, tramite cattivi consigli e intrighi, che il figlio prendesse decisioni impopolari perdendo così l'appoggio di tutti i suoi sostenitori: fu infatti lei a spingere Costantino a ordinare l'accecamento del generale Alessio Mosele, provocando la rivolta delle truppe armene di cui sopra; ma fu anche Irene a suggerire al figlio di punire con estrema crudeltà gli zii ribelli, come fu sempre lei a suggerirgli di divorziare per sposare Teodota (damigella d'onore di Irene), rendendolo impopolare anche tra gli Ortodossi.

### La morte
Nell'ottobre del 796 Costantino VI, all'epoca a Prusa, raggiunse la moglie, che aveva appena partorito un figlio nel Sacro Palazzo di Costantinopoli, lasciando la madre sola e permettendole di ordire una congiura con i principali ufficiali di guardia. Nel marzo del 797 Costantino VI intraprese una spedizione contro gli Arabi; la madre e gli altri congiurati non potevano permettere però che il figlio riguadagnasse popolarità con un successo militare, quindi con intrighi vari fecero in modo che la campagna fallisse.
In un momento in cui Costantino VI era estremamente impopolare, Irene ne approfittò per deporlo conscia che non avrebbe trovato opposizioni. Il 17 luglio 797 Costantino VI venne aggredito mentre tornava nel Palazzo Mamante dai cospiratori che tentarono di arrestarlo; l'Imperatore riuscì però a fuggire e a bordo di un battello riuscì a raggiungere la sponda asiatica. Qui venne però arrestato e portato a Costantinopoli dove il 15 agosto 797 venne accecato nella stessa sala dove era stato battezzato; morì poco dopo per le conseguenze del trattamento subìto. Irene continuò a governare come unica imperatrice.
Non tutti gli storici sono d'accordo con la sua morte in seguito all'accecamento: secondo Diehl Costantino VI sopravvisse per qualche tempo e fu relegato in un lussuoso palazzo insieme alla seconda moglie Teodota, da cui avrebbe avuto persino un secondo figlio.

## Matrimoni e figli
Constantino VI si sposò due volte:
- dalla prima moglie dalla quale in seguito divorziò, Maria di Amnia, ebbe due figlie:
  - Eufrosina, che sposò l'imperatore Michele II
  - Irene
- dalla seconda moglie ed ex-amante Teodota (ca. 780 - dopo il 797) ebbe un figlio:
  - Leone (†797).

## Ascendenza
|                    |   |       | Genitori         |  |  | Nonni        |  |  | Bisnonni           |  |
|                    |   |       |                  |  |  | Costantino V |  |  | Leone III Isaurico |  |
|                    |   |       |                  |  |  | Costantino V |  |  | Leone III Isaurico |  |
|                    |   | Maria |                  |  |  | Costantino V |  |  |                    |  |
| Leone IV il Cazaro |   |       |                  |  |  | Costantino V |  |  |                    |  |
|                    |   | Irene | Bihar (Khazaria) |  |  |              |  |  |                    |  |
|                    |   | Irene | Bihar (Khazaria) |  |  |              |  |  |                    |  |
|                    |   | Irene | …                |  |  |              |  |  |                    |  |
| Costantino VI      |   | Irene |                  |  |  |              |  |  |                    |  |
|                    | … | …     |                  |  |  |              |  |  |                    |  |
|                    | … | …     |                  |  |  |              |  |  |                    |  |
|                    | … | …     |                  |  |  |              |  |  |                    |  |
| Irene d'Atene      | … |       |                  |  |  |              |  |  |                    |  |
|                    |   | …     | …                |  |  |              |  |  |                    |  |
|                    |   | …     | …                |  |  |              |  |  |                    |  |
|                    |   | …     | …                |  |  |              |  |  |                    |  |
|                    |   | …     |                  |  |  |              |  |  |                    |  |